# Qaschqa
Qaschqa (kurdisch قەشقە) ist ein Dorf im Gouvernement Erbil in der autonomen Region Kurdistan.

## Lage
Qaschqa liegt etwa 40 km südsüdöstlich der Stadt Erbil. In der Nähe fließt der Kleine Zab, der aus dem – in den irakischen Ausläufern des Zagrosgebirges künstlich aufgestauten – Dukan-Stausee entspringt und in dessen breiten Talauen Bewässerungsfeldbau ermöglicht. Der Ort liegt in einem erdbebengefährdeten Gebiet, der sich entlang des Zagrosgebirges erstreckt und das in den letzten Jahrzehnten mehrere Beben mit einer Stärke bis 5,8 auf der Richterskala erlebte.

## Bevölkerung
Die Bevölkerungsmehrheit in Qaschqa stellen die Tscherkessen. Diese wurden im Kaukasuskrieg (1817–1864) zwischen Russland und den kaukasischen Stämmen (u. a. Tscherkessen, Abchasen und Tschetschenen) teilweise aus ihrer Heimat an den Nordhängen des Kaukasus vertrieben und daraufhin im Osmanischen Reich, unter anderem im Gebiet der heutigen Staaten Türkei, Syrien und Irak angesiedelt. Im Irak stellen sie eine Minderheit von unter einem Prozent der Gesamtbevölkerung und siedeln hauptsächlich im Nordirak. Qaschqa ist neben einem kleinen Gebiet östlich der nordirakischen Stadt Zaxo das einzige irakische Gebiet mit tscherkessischer Bevölkerungsmehrheit.

## Wirtschaft
Die Bewohner Qaschqas leben überwiegend von der Landwirtschaft. Auf 1396,5 Hektar Nutzfläche wurden 2004/05 hauptsächlich Gerste (707,75 Hektar) und Weizen (555,5 Hektar) angebaut. Gegenüber 1998/99 haben sich die Anbauflächen verringert. Gründe hierfür sind beispielsweise beim Weizenanbau die Importe im Rahmen des United Nations Oil-for-Food program, der Niedergang der Geflügelmast, geringerer Erwerb von Nahrungsmitteln durch die Regierung und ein dadurch bewirkter Preisverfall.

## Infrastruktur
Während der Anfal-Operation des irakischen Regimes gegen die Kurden im Jahre 1988 wurde auch Qaschqa bombardiert. Eine Schule, eine Klinik und zwei Moscheen wurden zerstört. Viele Einwohner starben oder wurden verwundet.